# Danmarksturneringen i fodbold
Danmarksturneringen i fodbold er Danmarks nationale fodbold-turnering arrangeret af Dansk Boldspil-Union (DBU) siden 1927. Vinderen af turneringens bedste række kåres til Danmarksmester i fodbold.

## Danmarksturneringens struktur og forløb
Danmarksturneringen består (pr. 2021-2022) af 3F Superligaen, Nordicbet-ligaen, 2. Division og 3. Division.
I hver sæson, der løber fra juli-august til maj-juni det efterfølgende år (med vinterpause december-marts), spiller holdene i de 4 divisioner og rækker mod hinanden et fastsat antal gange. En sejr giver 3 point og et uafgjort resultat giver 1 point. Det hold, der ved sæsonens afslutning har flest point, vinder rækken.1

### Divisioner
- Superligaen med 12 hold 22 kampe i grundspillet
  - I grundspillet møder holdene hinanden ude og hjemme. Efter 22 kampe brydes ligaen op.
  - Placeringerne 1-6 går i mesterskabsslutspillet, her mødes de 6 hold hinanden ude og hjemme, 10 kampe giver dette, holdet med flest point herefter kåres til Danmarksmesteren, nr. to får sølv og nummer 3 får bronze.
  - Placeringerne 7-12 skal spille Kvalifikation-/nedrykingsspil. De møder hinanden to gange (ude og hjemme), hvilket giver 10 kampe. Vinderen af puljen får lov til at udfordre et hold fra mesterskabsspillet, om en plads i Europa League. Vinderen af den kamp træder ind i Europa League, 1. kvalifikationsrunde.
  - De to dårligst placeret hold i puljen rykkes ned til den kommende Nordicbet-liga.

- 1. division (fra 2021/22 Nordicbet-ligaen) med 12 hold (22 kampe i grundspil).
  - I grundspillet møder holdene hinanden ude og hjemme. Efter 22 kampe brydes ligaen op i 2 grupper.
  - Placeringerne 1-6 mødes i oprykningsspillet, hvor 10 kampe spilles ude og hjemme. De to bedst placerede hold rykker op i 3F Superligaen.
  - Placeringerne 7-12 mødes i nedrykningsspillet, hvor 10 kampe spilles ude og hjemme. De to dårligst placerede hold rykker ned i den kommende 2. Division.

- 2. division med 12 hold (22 kampe i grundspil).
  - I grundspillet møder holdene hinanden ude og hjemme. Efter 22 kampe brydes ligaen op i 2 grupper.
  - Placeringerne 1-6 mødes i oprykningsspillet, hvor 10 kampe spilles ude og hjemme. De to bedst placerede hold rykker op i Nordicbet-ligaen.
  - Placeringerne 7-12 mødes i nedrykningsspillet, hvor 10 kampe spilles ude og hjemme. De to dårligst placerede hold rykker ned i den kommende 3. Division.

- 3. division med 12 hold (22 kampe i grundspil).
  - I grundspillet møder holdene hinanden ude og hjemme. Efter 22 kampe brydes ligaen op i 2 grupper.
  - Placeringerne 1-6 mødes i oprykningsspillet, hvor 10 kampe spilles ude og hjemme. De to bedst placerede hold rykker op i 2. Division.
  - Placeringerne 7-12 mødes i nedrykningsspillet, hvor 10 kampe spilles ude og hjemme. De fire dårligst placerede hold rykker ned i den kommende Danmarksserien.

| Niveau | Rækker, navne, antal hold     | Rækker, navne, antal hold                                                    |
| ------ | ----------------------------- | ---------------------------------------------------------------------------- |
| 1      | Superligaen (Efterår) 12 hold | Superligaen (Forår) Mesterskabsspil med 6 hold Kvalifikationsspil med 6 hold |
| 2      | 1. division (Efterår) 12 hold | 1. division (Forår) Oprykningsspil med 6 hold Nedrykningsspil med 6 hold     |
| 3      | 2. division (Efterår) 12 hold | 2. division (Forår) Oprykningsspil med 6 hold Nedrykningsspil med 6 hold     |
| 4      | 3. division (Efterår) 12 hold | 3. division (Forår) Oprykningsspil med 6 hold Nedrykningsspil med 6 hold     |

### Danmarksturneringen 2021/22
Det blev i 2020 besluttet at indføre en strukturændring, foreslået af B93. Strukturen ses herunder.
| Niveau | Danmarksturneringen |
| ------ | --- |
| 1      | 3F Superligaen Placeringerne 1-10 i Superligaen 2020/21 Placeringerne 1-2 i 1. Division 2020/21                                                        |
| 2      | Nordicbet-ligaen Placeringerne 11-12 i Superligaen 2020/21 Placeringerne 3-10 i 1. Division 2020/21 Placeringerne 1 i hver pulje i 2. Division 2020/21 |
| 3      | 2. division Placeringerne 11-12 i 1. Division 2020/21 Placeringerne 2-6 i 2. Division 2020/21                                                          |
| 4      | 3. division Placeringerne 7-10 i 2. Division 2020/21 De 4 oprykkere fra Danmarksserien 2020/21                                                         |

- Reserveligaen består af de 12 reservehold for de aktuelle hold i Superligaen og 4 andre hold, fra 1. Division tildelt plads på wildcard. Denne turnering er imidlertid ikke en del af Danmarksturneringen.

## Seneste omorganiseringer
Som det fremgår af det historiske afsnit længere nede er Danmarksturneringen blevet omorganiseret adskillige gange i tidens løb. De nyeste tæller følgende:
- I juni 2014 besluttede DBU at indføre en ny struktur for 2. division med virkning fra sæsonen 2015/2016. Fremover vil der i efteråret blive afviklet et grundspil med 3 puljer med 8 hold. De 4 bedste hold fra hver pulje samles i et slutspil, hvor de spiller mod hinanden om 2 oprykningspladser til 1. division. De 12 dårligste hold samles også i et slutspil for at finde de 3 tre hold, som rykker ned i Danmarksserien. I den forbindelse blev antallet af hold i 2. division reduceret fra 32 til 24 ved udgangen af sæsonen 2014/2015. Det skete ved, at de 5 dårligste hold i de hidtidige 2. division vest og øst rykkede ned i Danmarksserien, mens nr. 11 i hver division spillede playoff om den sidste nedrykningsplads.[2]

- I juni enedes klubberne i Superligaen og 1. division om en ny struktur for de to rækker med virkning fra sæsonen 2016/2017. Fremover vil Superligaen bestå af 14 hold, der starter med at møde hinanden i et grundspil. De 6 bedste deltager derefter i et mesterskabspil om Danmarksmesterskab, medaljer og pladser i internationale turneringer. De øvrige 8 hold mødes i et kvalifikationsspil fordelt på to puljer. De fire bedste af disse spiller efterfølgende semifinale og finale, mens de fire øvrige dårligste spiller knockoutkampe om at undgå nedrykning til 1. division. Det dårligste hold rykker ned og erstattes af det bedste hold fra 1. division. De to næstdårligste hold fra Superligaen spiller kvalifikationskampe mod nr. 2 og 3. fra 1. division. I 1. division rykker de to dårligste hold ned i 2. division og erstattes af de to bedste derfra.[3][4]

## Danmarksturneringens historie

### De tidligste Danmarksmesterskaber
Der har været spillet om Danmarksmesterskabet i fodbold for herrer siden 1912
I København havde man siden sæsonen 1889/90 afviklet Københavnsmesterskabet, men efterhånden som fodboldspillet blev mere og mere udbredt i landet, voksede ønsket om et nationalt mesterskab.
I sæsonen 1912-13 indførte DBU derfor en cupturnering kaldet Landsfodboldturneringen om Damarksmesterskabet i fodbold mellem vinderne af DBU's lokalunioners turneringer. Eftersom de københavnske klubber i lokalunionen KBU var de klart stærkeste, gik KBU-mesteren direkte i DM-finalen, mens de andre lokalunioners mestre måtte spille playoff-kampe i Provinsmesterskabsturneringen om den anden plads i finalen. Undertiden deltog også nr. 2 fra KBU's turnering i kampen om den anden finaleplads. Denne turnering blev spillet til og med sæsonen 1926-27.

### Danmarksturneringen 1927 – 1978
Fra og med sæsonen 1927-28 oprettedes Danmarksturneringen – en egentlig landsdækkende turnering. I første omgang spillede 20 hold i 5 grupper, hvorfra vinderne gik videre til et slutspil. Denne turneringsform kom imidlertid rigtig dårligt fra start.
I det første DM-slutspil sluttede B.93, BK Frem og B 1903 med lige mange point. Denne situation var der imidlertid ikke taget højde for i reglerne, så DBU foreslog at der blev spillet omkampe mellem de tre hold for at få mesterskabet afgjort. Frem og B.93 afslog imidlertid at deltage i omkampene, og B 1903 nægtede at blive mestre på denne baggrund, og så besluttede DBU ikke at kåre nogen mester den sæson.
Fra sæsonen 1929-30 blev der for første gang oprettet en "bedste række" kaldet Mesterskabsserien med 10 hold, der afgjorde mesterskabet mellem sig. Denne struktur holdt til og med 1957, kun afbrudt af ændringer under besættelsen, hvor man på grund af transportmæssige problemer afviklede mesterskabet som tre regionale ligaer, efterfulgt af en cupturnering for de 8 bedste hold.
Efter besættelsen skiftede de bedste rækker navn til 1. division, 2. division og 3. division. Den bedste række bestod forsat kun af 10 hold. I sæsonen 1953-54 blev Køge Boldklub den første provinsklub, der vandt mesterskabet. Året efter i sæsonen 1954-55 blev AGF Danmarksmester, som den første jyske klub.
Fra 1958 blev turneringsperioden ændret så den fulgte kalenderåret, og den bedste række blev udvidet til 12 hold. I 1959 vandt B 1909 Danmarksmesteskabet som det første fynske hold.
Fra og med 1975 blev 1. division blevet udvidet til 16 hold.

### "Betalt fodbold" 1978 – 1991
Frem til 1978 havde DBU insisteret på at der kun måtte optræde amatører i Danmarksturneringen, selv om de fleste andre lande for længst havde indført professionel fodbold. Konsekvensen var at dansk fodbold sakkede agterud og at de bedste danske spillere tog til udenlandske klubber.
Da politikeren Helge Sander og den tidligere fodboldspiller Harald Nielsen truede med oprette en konkurrerende professionel fodboldliga i Danmark gav DBU imidlertid efter for presset. Fra sæsonen 1978/1979 accepterede man "betalt fodbold", hvor spillerne var på kontrakt og modtog aflønning. Det førte til en generel professionalisering af klubberne i Danmarksturneringen, der kulminerede da Brøndby IF blev børsnoteret i 1987.
Professionaliseringen af Danmarksturneringen førte til krav om flere attraktive kampe for de bedste hold, der kunne tiltrække tilskuere og tv-indtægter og færre kampe mod små klubber.
I 1986 forsøgte man at skære antallet af klubber ned til 14, men de bedste klubber pressede på for at skabe yderligere ændringer.

### Superligaen 1991 – 2016
I sæsonen 1991 indførtes Superligaen bestående af ti hold, og fra sæsonen 1991-92 vendte man igen mesterskabssperioden, så der blev spillet efterår-forår. I de fire sæsoner til og med 1994-95 spillede de ti hold en dobbeltturnering, hvorfra de otte bedste hold gik videre til slutspillet om DM, mens de to dårligste spillede kvalifikation til næste års superliga mod de seks bedste hold fra 1. division i "Kvalifikationsligaen".
Fra sæsonen 1995-96 udvidedes Superligaen til 12 hold, der spillede tripelturnering om mesterskabet. I den sæson indførtes også systemet med tre point for sejr – indtil da var en sejr "kun" to point værd.

### Superligaen 2016 – 2020
Fra sæsonen 2016-17 udvidedes Superligaen til 14 hold. Holdene skulle spille imod hinanden både ude og hjemme. Efter 26 runder ville top 6 spille mesterskabsspil og de 8 hold i bunden deles op i to grupper hvor der skulle spilles om at opnå en europæisk plads, samt der blev en direkte nedrykker til 1. division og to hold der skulle spille nedryknings playoff mod nr. 2 og nr. 3 i 1. division.

### Superligaen 2020 -
Fra sæsonen 2020-21 skæres Superligaen igen ned til 12 hold. Holdene skal spille imod hinanden både ude og hjemme. Efter 22 runder ville top 6 spille mesterskabsspil og de 6 hold i bunden skal spille om at opnå en europæisk plads, samt de to hold der ligger på 11. og 12. pladsen rykker direkte ned i 1. division.

### Historisk struktur
| Danmarksturneringen i fodbold                          | Danmarksturneringen i fodbold                                                     | Danmarksturneringen i fodbold                                                     | Danmarksturneringen i fodbold                                                     | Danmarksturneringen i fodbold                                                     | Danmarksturneringen i fodbold                                                     | Danmarksturneringen i fodbold                                                     |
| ------------------------------------------------------ | --------------------------------------------------------------------------------- | --------------------------------------------------------------------------------- | --------------------------------------------------------------------------------- | --------------------------------------------------------------------------------- | --------------------------------------------------------------------------------- | --------------------------------------------------------------------------------- |
| 1927-28                                                | Fem indledende grupper med fire hold. DM-finaleturnering med de fem gruppevindere | Fem indledende grupper med fire hold. DM-finaleturnering med de fem gruppevindere | Fem indledende grupper med fire hold. DM-finaleturnering med de fem gruppevindere | Fem indledende grupper med fire hold. DM-finaleturnering med de fem gruppevindere | Fem indledende grupper med fire hold. DM-finaleturnering med de fem gruppevindere | Fem indledende grupper med fire hold. DM-finaleturnering med de fem gruppevindere |
| 1928-29                                                | Fem indledende grupper med fem hold. DM-finaleturnering med de fem gruppevindere  | Fem indledende grupper med fem hold. DM-finaleturnering med de fem gruppevindere  | Fem indledende grupper med fem hold. DM-finaleturnering med de fem gruppevindere  | Fem indledende grupper med fem hold. DM-finaleturnering med de fem gruppevindere  | Fem indledende grupper med fem hold. DM-finaleturnering med de fem gruppevindere  | Fem indledende grupper med fem hold. DM-finaleturnering med de fem gruppevindere  |
| Sæson                                                  | Bedste række                                                                      | Bedste række                                                                      | Næstbedste række                                                                  | Næstbedste række                                                                  | Tredjebedste række                                                                | Tredjebedste række                                                                |
| Sæson                                                  | Navn                                                                              | Hold                                                                              | Navn                                                                              | Hold                                                                              | Navn                                                                              | Hold                                                                              |
| 1929-30                                                | Mesterskabsserien                                                                 | 10                                                                                | Oprykningsserien                                                                  | 7                                                                                 |                                                                                   |                                                                                   |
| 1930-31                                                | Mesterskabsserien                                                                 | 10                                                                                | Oprykningsserien                                                                  | 9                                                                                 |                                                                                   |                                                                                   |
| 1931-32                                                | Mesterskabsserien                                                                 | 10                                                                                | Oprykningsserien vest og øst                                                      | 8 + 6                                                                             |                                                                                   |                                                                                   |
| 1932-33                                                | Mesterskabsserien                                                                 | 10                                                                                | Oprykningsserien vest og øst                                                      | 8 + 6                                                                             |                                                                                   |                                                                                   |
| 1933-34                                                | Mesterskabsserien                                                                 | 10                                                                                | Oprykningsserien vest og øst                                                      | 8 + 6                                                                             |                                                                                   |                                                                                   |
| 1934-35                                                | Mesterskabsserien                                                                 | 10                                                                                | Oprykningsserien vest og øst                                                      | 8 + 6                                                                             |                                                                                   |                                                                                   |
| 1935-36                                                | Mesterskabsserien                                                                 | 10                                                                                | Oprykningsserien vest og øst                                                      | 7 + 7                                                                             |                                                                                   |                                                                                   |
| 1936-37                                                | Mesterskabsserien                                                                 | 10                                                                                | 2. Serie                                                                          | 10                                                                                | 3. Serie vest og øst                                                              | 4 + 4                                                                             |
| 1937-38                                                | Mesterskabsserien                                                                 | 10                                                                                | 2. Serie                                                                          | 10                                                                                | 3. Serie vest og øst                                                              | 4 + 4                                                                             |
| 1938-39                                                | Mesterskabsserien                                                                 | 10                                                                                | 2. Serie                                                                          | 10                                                                                | 3. Serie vest og øst                                                              | 4 + 4                                                                             |
| 1939-40                                                | Mesterskabsserien                                                                 | 10                                                                                | 2. Serie                                                                          | 10                                                                                | 3. Serie vest og øst                                                              | 4 + 4                                                                             |
| Sæson                                                  | Midlertidig struktur under 2. verdenskrig                                         | Midlertidig struktur under 2. verdenskrig                                         | Midlertidig struktur under 2. verdenskrig                                         | Midlertidig struktur under 2. verdenskrig                                         | Midlertidig struktur under 2. verdenskrig                                         | Midlertidig struktur under 2. verdenskrig                                         |
| 1940-41                                                | Tre geografiske kredse med 7-8 hold. DM-slutspil: cupturnering med otte hold      | Tre geografiske kredse med 7-8 hold. DM-slutspil: cupturnering med otte hold      | Tre geografiske kredse med 7-8 hold. DM-slutspil: cupturnering med otte hold      | Tre geografiske kredse med 7-8 hold. DM-slutspil: cupturnering med otte hold      | Tre geografiske kredse med 7-8 hold. DM-slutspil: cupturnering med otte hold      | Tre geografiske kredse med 7-8 hold. DM-slutspil: cupturnering med otte hold      |
| 1941-42                                                | Tre geografiske kredse med 8-10 hold. DM-slutspil: cupturnering med otte hold     | Tre geografiske kredse med 8-10 hold. DM-slutspil: cupturnering med otte hold     | Tre geografiske kredse med 8-10 hold. DM-slutspil: cupturnering med otte hold     | Tre geografiske kredse med 8-10 hold. DM-slutspil: cupturnering med otte hold     | Tre geografiske kredse med 8-10 hold. DM-slutspil: cupturnering med otte hold     | Tre geografiske kredse med 8-10 hold. DM-slutspil: cupturnering med otte hold     |
| 1942-43                                                | Tre geografiske kredse med 8-10 hold. DM-slutspil: cupturnering med otte hold     | Tre geografiske kredse med 8-10 hold. DM-slutspil: cupturnering med otte hold     | Tre geografiske kredse med 8-10 hold. DM-slutspil: cupturnering med otte hold     | Tre geografiske kredse med 8-10 hold. DM-slutspil: cupturnering med otte hold     | Tre geografiske kredse med 8-10 hold. DM-slutspil: cupturnering med otte hold     | Tre geografiske kredse med 8-10 hold. DM-slutspil: cupturnering med otte hold     |
| 1943-44                                                | Tre geografiske kredse med 8-10 hold. DM-slutspil: cupturnering med otte hold     | Tre geografiske kredse med 8-10 hold. DM-slutspil: cupturnering med otte hold     | Tre geografiske kredse med 8-10 hold. DM-slutspil: cupturnering med otte hold     | Tre geografiske kredse med 8-10 hold. DM-slutspil: cupturnering med otte hold     | Tre geografiske kredse med 8-10 hold. DM-slutspil: cupturnering med otte hold     | Tre geografiske kredse med 8-10 hold. DM-slutspil: cupturnering med otte hold     |
| 1944-45                                                | Tre geografiske kredse med 9-10 hold. DM-slutspil: cupturnering med otte hold     | Tre geografiske kredse med 9-10 hold. DM-slutspil: cupturnering med otte hold     | Tre geografiske kredse med 9-10 hold. DM-slutspil: cupturnering med otte hold     | Tre geografiske kredse med 9-10 hold. DM-slutspil: cupturnering med otte hold     | Tre geografiske kredse med 9-10 hold. DM-slutspil: cupturnering med otte hold     | Tre geografiske kredse med 9-10 hold. DM-slutspil: cupturnering med otte hold     |
| Sæson                                                  | Bedste række                                                                      | Bedste række                                                                      | Næstbedste række                                                                  | Næstbedste række                                                                  | Tredjebedste række                                                                | Tredjebedste række                                                                |
| Sæson                                                  | Navn                                                                              | Hold                                                                              | Navn                                                                              | Hold                                                                              | Navn                                                                              | Hold                                                                              |
| 1945-46                                                | 1. division                                                                       | 10                                                                                | 2. division                                                                       | 10                                                                                | 3. division                                                                       | 10                                                                                |
| 1946-47                                                | 1. division                                                                       | 10                                                                                | 2. division                                                                       | 10                                                                                | 3. division                                                                       | 11                                                                                |
| 1947-48                                                | 1. division                                                                       | 10                                                                                | 2. division                                                                       | 10                                                                                | 3. division                                                                       | 10                                                                                |
| 1948-49                                                | 1. division                                                                       | 10                                                                                | 2. division                                                                       | 10                                                                                | 3. division                                                                       | 10                                                                                |
| 1949-50                                                | 1. division                                                                       | 10                                                                                | 2. division                                                                       | 10                                                                                | 3. division                                                                       | 10                                                                                |
| 1950-51                                                | 1. division                                                                       | 10                                                                                | 2. division                                                                       | 10                                                                                | 3. division                                                                       | 10                                                                                |
| 1951-52                                                | 1. division                                                                       | 10                                                                                | 2. division                                                                       | 10                                                                                | 3. division                                                                       | 12                                                                                |
| 1952-53                                                | 1. division                                                                       | 10                                                                                | 2. division                                                                       | 10                                                                                | 3. division                                                                       | 12                                                                                |
| 1953-54                                                | 1. division                                                                       | 10                                                                                | 2. division                                                                       | 10                                                                                | 3. division                                                                       | 12                                                                                |
| 1954-55                                                | 1. division                                                                       | 10                                                                                | 2. division                                                                       | 10                                                                                | 3. division                                                                       | 12                                                                                |
| 1955-56                                                | 1. division                                                                       | 10                                                                                | 2. division                                                                       | 10                                                                                | 3. division                                                                       | 12                                                                                |
| 1956-57                                                | 1. division                                                                       | 10                                                                                | 2. division                                                                       | 10                                                                                | 3. division                                                                       | 12                                                                                |
| Turneringen omlagt, således at den følger kalenderåret |                                                                                   |                                                                                   |                                                                                   |                                                                                   |                                                                                   |                                                                                   |
| 1958                                                   | 1. division                                                                       | 12                                                                                | 2. division                                                                       | 12                                                                                | 3. division                                                                       | 12                                                                                |
| 1959                                                   | 1. division                                                                       | 12                                                                                | 2. division                                                                       | 12                                                                                | 3. division                                                                       | 12                                                                                |
| 1960                                                   | 1. division                                                                       | 12                                                                                | 2. division                                                                       | 12                                                                                | 3. division                                                                       | 12                                                                                |
| 1961                                                   | 1. division                                                                       | 12                                                                                | 2. division                                                                       | 12                                                                                | 3. division                                                                       | 12                                                                                |
| 1962                                                   | 1. division                                                                       | 12                                                                                | 2. division                                                                       | 12                                                                                | 3. division                                                                       | 12                                                                                |
| 1963                                                   | 1. division                                                                       | 12                                                                                | 2. division                                                                       | 12                                                                                | 3. division                                                                       | 12                                                                                |
| 1964                                                   | 1. division                                                                       | 12                                                                                | 2. division                                                                       | 12                                                                                | 3. division                                                                       | 12                                                                                |
| 1965                                                   | 1. division                                                                       | 12                                                                                | 2. division                                                                       | 12                                                                                | 3. division                                                                       | 12                                                                                |
| 1966                                                   | 1. division                                                                       | 12                                                                                | 2. division                                                                       | 12                                                                                | 3. division vest og øst                                                           | 12 + 12                                                                           |
| 1967                                                   | 1. division                                                                       | 12                                                                                | 2. division                                                                       | 12                                                                                | 3. division vest og øst                                                           | 12 + 12                                                                           |
| 1968                                                   | 1. division                                                                       | 12                                                                                | 2. division                                                                       | 12                                                                                | 3. division vest og øst                                                           | 12 + 12                                                                           |
| 1969                                                   | 1. division                                                                       | 12                                                                                | 2. division                                                                       | 12                                                                                | 3. division vest og øst                                                           | 12 + 12                                                                           |
| 1970                                                   | 1. division                                                                       | 12                                                                                | 2. division                                                                       | 12                                                                                | 3. division vest og øst                                                           | 12 + 12                                                                           |
| 1971                                                   | 1. division                                                                       | 12                                                                                | 2. division                                                                       | 12                                                                                | 3. division vest og øst                                                           | 12 + 12                                                                           |
| 1972                                                   | 1. division                                                                       | 12                                                                                | 2. division                                                                       | 12                                                                                | 3. division vest og øst                                                           | 12 + 12                                                                           |
| 1973                                                   | 1. division                                                                       | 12                                                                                | 2. division                                                                       | 12                                                                                | 3. division vest og øst                                                           | 12 + 12                                                                           |
| 1974                                                   | 1. division                                                                       | 12                                                                                | 2. division                                                                       | 12                                                                                | 3. division vest og øst                                                           | 12 + 12                                                                           |
| Sæson                                                  | Bedste række                                                                      | Bedste række                                                                      | Næstbedste række                                                                  | Næstbedste række                                                                  | Tredjebedste række                                                                | Tredjebedste række                                                                |
| Sæson                                                  | Navn                                                                              | Hold                                                                              | Navn                                                                              | Hold                                                                              | Navn                                                                              | Hold                                                                              |
| 1975                                                   | 1. division                                                                       | 16                                                                                | 2. division                                                                       | 16                                                                                | 3. division                                                                       | 16                                                                                |
| 1976                                                   | 1. division                                                                       | 16                                                                                | 2. division                                                                       | 16                                                                                | 3. division                                                                       | 16                                                                                |
| 1977                                                   | 1. division                                                                       | 16                                                                                | 2. division                                                                       | 16                                                                                | 3. division                                                                       | 16                                                                                |
| 1978                                                   | 1. division                                                                       | 16                                                                                | 2. division                                                                       | 16                                                                                | 3. division                                                                       | 16                                                                                |
| 1979                                                   | 1. division                                                                       | 16                                                                                | 2. division                                                                       | 16                                                                                | 3. division                                                                       | 16                                                                                |
| 1980                                                   | 1. division                                                                       | 16                                                                                | 2. division                                                                       | 16                                                                                | 3. division                                                                       | 16                                                                                |
| 1981                                                   | 1. division                                                                       | 16                                                                                | 2. division                                                                       | 16                                                                                | 3. division                                                                       | 16                                                                                |
| 1982                                                   | 1. division                                                                       | 16                                                                                | 2. division                                                                       | 16                                                                                | 3. division                                                                       | 16                                                                                |
| 1983                                                   | 1. division                                                                       | 16                                                                                | 2. division                                                                       | 16                                                                                | 3. division                                                                       | 16                                                                                |
| 1984                                                   | 1. division                                                                       | 16                                                                                | 2. division                                                                       | 16                                                                                | 3. division                                                                       | 16                                                                                |
| 1985                                                   | 1. division                                                                       | 16                                                                                | 2. division                                                                       | 16                                                                                | 3. division                                                                       | 16                                                                                |
| 1986                                                   | 1. division                                                                       | 14                                                                                | 2. division                                                                       | 16                                                                                | 3. division vest og øst                                                           | 14 + 14                                                                           |
| 1987                                                   | 1. division                                                                       | 14                                                                                | 2. division                                                                       | 14                                                                                | 3. division vest og øst                                                           | 14 + 14                                                                           |
| 1988                                                   | 1. division                                                                       | 14                                                                                | 2. division                                                                       | 14                                                                                | 3. division vest og øst                                                           | 14 + 14                                                                           |
| 1989                                                   | 1. division                                                                       | 14                                                                                | 2. division                                                                       | 14                                                                                | 3. division vest og øst                                                           | 14 + 14                                                                           |
| 1990                                                   | 1. division                                                                       | 14                                                                                | 2. division                                                                       | 14                                                                                | 3. division vest og øst                                                           | 14 + 14                                                                           |
| 1991                                                   | Superligaen                                                                       | 10                                                                                | 1. division                                                                       | 10                                                                                | 2. division vest + øst                                                            | 10 + 10                                                                           |

| Sæson   | Sæson   | Bedste række | Bedste række | Næstbedste række     | Næstbedste række | Tredjebedste række     | Tredjebedste række | Fjerdebedste række     | Fjerdebedste række |
| Sæson   | Sæson   | Navn         | Hold         | Navn                 | Hold             | Navn                   | Hold               | Navn                   | Hold               |
| ------- | ------- | ------------ | ------------ | -------------------- | ---------------- | ---------------------- | ------------------ | ---------------------- | ------------------ |
| 1991-92 | Efterår | Superligaen  | 10           | 1. division          | 10               | 2. division øst + vest | 10 + 10            |                        |                    |
| 1991-92 | Forår   | Superligaen  | 8            | Kvalifikationsligaen | 8                | 1. division            | 8                  | 2. division øst + vest | 8 + 8              |
| 1992-93 | Efterår | Superligaen  | 10           | 1. division          | 10               | 2. division øst + vest | 10 + 10            |                        |                    |
| 1992-93 | Forår   | Superligaen  | 8            | Kvalifikationsligaen | 8                | 1. division            | 8                  | 2. division øst + vest | 8 + 8              |
| 1993-94 | Efterår | Superligaen  | 10           | 1. division          | 10               | 2. division øst + vest | 10 + 10            |                        |                    |
| 1993-94 | Forår   | Superligaen  | 8            | Kvalifikationsligaen | 8                | 1. division            | 8                  | 2. division øst + vest | 8 + 8              |
| 1994-95 | Efterår | Superligaen  | 10           | 1. division          | 10               | 2. division øst + vest | 10 + 10            |                        |                    |
| 1994-95 | Forår   | Superligaen  | 8            | Kvalifikationsligaen | 8                | 1. division            | 8                  | 2. division øst + vest | 8 + 8              |

| Sæson     | Bedste række      | Bedste række | Næstbedste række        | Næstbedste række | Tredjebedste række      | Tredjebedste række |
| Sæson     | Navn              | Hold         | Navn                    | Hold             | Navn                    | Hold               |
| --------- | ----------------- | ------------ | ----------------------- | ---------------- | ----------------------- | ------------------ |
| 1995-96   | Coca-Cola Ligaen  | 12           | 1. division             | 16               | 2. division øst og vest | 8 + 8              |
| 1996-97   | Faxe Kondi Ligaen | 12           | 1. division             | 16               | 2. division øst og vest | 8 + 8              |
| 1997-98   | Faxe Kondi Ligaen | 12           | Faxe Kondi Divisionen   | 16               | 2. division             | 12                 |
| 1998-99   | Faxe Kondi Ligaen | 12           | Faxe Kondi Divisionen   | 16               | 2. division             | 12                 |
| 1999-2000 | Faxe Kondi Ligaen | 12           | Faxe Kondi Divisionen   | 16               | 2. division             | 12                 |
| 2000-01   | Faxe Kondi Ligaen | 12           | Faxe Kondi Divisionen   | 16               | 2. division             | 12                 |
| 2001-02   | SAS Ligaen        | 12           | 1. division             | 16               | 2. division             | 12                 |
| 2002-03   | SAS Ligaen        | 12           | 1. division             | 16               | 2. division             | 12                 |
| 2003-04   | SAS Ligaen        | 12           | 1. division             | 16               | 2. division             | 12                 |
| 2004-05   | SAS Ligaen        | 12           | Viasat Sport Divisionen | 16               | 2. division             | 12                 |
| 2005-06   | SAS Ligaen        | 12           | Viasat Sport Divisionen | 16               | 2. division øst og vest | 14 + 14            |
| 2006-07   | SAS Ligaen        | 12           | Viasat Sport Divisionen | 16               | 2. division øst og vest | 14 + 14            |
| 2007-08   | SAS Ligaen        | 12           | Viasat Divisionen       | 16               | 2. division øst og vest | 16 + 16            |
| 2008-09   | SAS Ligaen        | 12           | Viasat Divisionen       | 16               | 2. division øst og vest | 16 + 16            |
| 2009-10   | SAS Ligaen        | 12           | 1. division             | 16               | 2. division øst og vest | 16 + 16            |
| 2010-11   | Superligaen       | 12           | 1. division             | 16               | 2. division øst og vest | 16 + 16            |
| 2011-12   | Superligaen       | 12           | BetSafe Ligaen          | 14               | 2. division øst og vest | 16 + 16            |
| 2012-13   | Superligaen       | 12           | NordicBet Ligaen        | 12               | 2. division øst og vest | 16 + 16            |
| 2013-14   | Superligaen       | 12           | NordicBet Ligaen        | 12               | 2. division øst og vest | 16 + 16            |
| 2014-15   | Alka Superliga    | 12           | 1. division             | 12               | 2. division øst og vest | 16 + 16            |
| 2015-16   | Alka Superliga    | 12           | Bet25 Liga              | 12               | KanalSport Divisionen   | 8+8+8              |
| 2016-17   | Alka Superliga    | 14           | Bet25 Liga              | 12               | KanalSport Divisionen   | 8+8+8              |
| 2017-18   | Alka Superliga    | 14           | NordicBet Ligaen        | 12               | 2. division             | 8+8+8              |
| 2018-19   | Superligaen       | 14           | NordicBet Ligaen        | 12               | 2. division             | 12+12              |
| 2019-20   | 3F Superliga      | 14           | NordicBet Ligaen        | 12               | 2. division             | 12+12              |
| 2020-21   | 3F Superliga      | 14           | NordicBet Ligaen        | 12               | 2. division             | 14+14              |

| Sæson   | Bedste række | Bedste række | Næstbedste række | Næstbedste række | Tredjebedste række | Tredjebedste række | Fjerdebedste række | Fjerdebedste række |
| Sæson   | Navn         | Hold         | Navn             | Hold             | Navn               | Hold               | Navn               | Hold               |
| ------- | ------------ | ------------ | ---------------- | ---------------- | ------------------ | ------------------ | ------------------ | ------------------ |
| 2021-22 | 3F Superliga | 12           | Nordicbet-ligaen | 12               | 2. division        | 12                 | 3. division        | 12                 |
| 2022-23 | 3F Superliga | 12           | Nordicbet-ligaen | 12               | 2. division        | 12                 | 3. division        | 12                 |